# The Right to Live
The Right to Live é um filme policial britânico de 1932, feito em Ealing Studios. Foi dirigido por Albert Parker e estrelado por Davy Burnaby, Patricia Paterson e Francis L. Sullivan.

## Sinopse
Um financista obscuro tenta adquirir um novo produto químico.